# Église Santo Spirito (Sienne)
Ne doit pas être confondu avec Basilique Santo Spirito.
L'église Santo Spirito (Chiesa di Santo Spirito) est une des églises de Sienne ; elle se situe Piazza Santo Spirito.

## Historique
Elle a été reconstruite presque entièrement entre 1498 et 1504.

## Architecture
Le portail de style Renaissance (1519) est de Baldassarre Peruzzi et la coupole (1508) de Guidoccio Cozzarelli qui est l'auteur également des statues en bois polychrome situées à l'intérieur.

## Intérieur

### Maître-autel
- Saints par Rutilio Manetti, de chaque côté de l'autel

### Chapelle des Espagnols
- San Jacopo di Compostella che sconfigge i mori (1530), du Sodoma,
- Nativité, en terracotta invetriata (1504) d'Ambrogio della Robbia.

### Transept
- Retable du Miracolo di San Giacinto de Francesco Vanni,
- Fresques de la Storie di San Giacinto de Ventura Salimbeni

### Sacristie (près du vieux cloître)
- Fresque (1516) de Fra Paolino da Pistoia,
- sur les piliers du côté du maître-autel, Quattro santi de Rutilio Manetti,
- dans l'abside, la Pentecoste de Giuseppe Nicola Nasini.